# 퍼즐 컴뱃
퍼즐 컴뱃은 스몰 자이언트 게임즈에서 만든 온라인 게임이자 롤플레잉 게임이다. 2021년 4월 9일에 처음으로 출시된 게임이다.

## 특징
퍼즐 컴뱃은 퍼즐 게임이기도 한 온라인 게임이다. 게임이 시작되면 먼저 기지가 나오고 기지를 업그레이드 시키는 전략 게임이다. 게임의 퍼즐로는 자연, 화염, 얼음, 신성, 암흑의 총 5가지의 종류가 있으며 영웅의 등급은 낮은 순에서 높은 순으로 일반, 고급, 희귀, 초희귀, 전설의 5가지 등급이 존재한다. 퍼즐간에는 상성의 존재하는데 자연 속성은 얼음 속성에게 얼음 속성은 화염 속성에게 화염 속성은 자연 속성에게 추가 피해를 입히며 신성과 암흑은 서로가 서로에게 강한 상성이 된다. 또한 다른 유저 간의 전쟁이나 유저 간의 동맹을 결성하는 것이 가능한 게임이기도 하다. 게임을 플레이하는 도중에는 이벤트가 열리기도 하는데 이벤트는 퀘스트 스테이지에서 하는 것이 가능하다. 영웅 소환을 통해서 새로운 영웅을 얻는 것이 가능한 게임이기도 하며 이벤트가 열리는 기간에는 이벤트 영웅을 소환하는 것이 가능하다.

## 같이 보기
- 온라인 게임
- 롤플레잉 게임